# Per Gavelius
Per Christian Gavelius, född 19 mars 1949 i Stockholm, är en svensk skådespelare. Han är medlem av släkten Gavelius.

## Filmografi
- 1976 – Mina drömmars stad
- 1977 – 91:an och generalernas fnatt
- 1977 – Tabu
- 1978 – Lyftet
- 1979 – Kejsaren
- 1985 – Svindlande affärer
- 1989 – Ture Sventon, privatdetektiv (TV-serie)